# Janet Cardiff
Janet Cardiff (Brussels, 15 marzo 1957) è un'artista canadese.
Lavora principalmente con il suono e installazioni sonore; caratteristiche del suo lavoro sono le "audio walks" (passeggiate sonore), formato che ha introdotto nel 1995 e che le ha guadagnato la sua reputazione internazionale. Ha partecipato a numerose collaborazioni artistiche con suo marito George Bures Miller. Cardiff e Miller vivono e lavorano a Berlino.

## Biografia
Janet Cardiff è nata nel 1957 a Brussels, Ontario, Canada. Nel 1980 si è laureata alla Queens University, Kingston, Ontario. Nel 1983 si è laureata all'University of Alberta, Edmonton, Alberta, Canada. Durante i suoi studi a Edmonton, ha incontrato il futuro marito e collaboratore George Bures Miller.
Cardiff ha studiato fotografia e stampa e i suoi primi lavori sono state serigrafie di grande formato. La sua prima collaborazione artistica con Bures Miller, nel 1983, è stata per un film in Super-8 intitolato The Guardian Angel.  Dopo questa esperienza, il lavoro di Cardiff ha cominciato ad includere elementi di sequenzialità narrativa, esperimenti con il suono e con il movimento.

## Opere
Il suo primo lavoro basato su registrazioni audio si intitola The Whispering Room, un'opera minimale in cui in uno spazio scuro 16 piccoli altoparlanti rotondi montati su dei piedistalli riproducono le voci di vari personaggi. Quando i visitatori si muovono attraverso lo spazio, un proiettore si attiva e presenta filmati al rallentatore.
Alcuni dei lavori più noti di Cardiff sono le sue audio walks. La prima fu creata durante una residenza al Banff art center in 1991. Nel 1996 le fu commissionato un pezzo site-specific per il Louisiana Museum in Danimarca. Opere successive sono le audio walk Her Long Black Hair (2004), a Central Park e nei suoi dintorni, e Words Drawn in Water (2005) per l'Hirshhorn Museum and Sculpture Garden.
I suoi lavori sono stati presentati a Present Tense, Nine Artists in the Nineties, San Francisco Museum of Modern Art, NowHere, Louisiana Museum, Denmark, The Museum as Muse, Museum of Modern Art, la Carnegie International '99/00, alla Opening Exhibition alla Tate Modern.
Nel 1999 ha realizzato per Artangel a Londra "The Missing Voice (Case Study B)". Si tratta di un tour audio che parte dalla Whitechapel Library, nei pressi della fermata della metropolitana Whitechapel, e attraversa l'East End di Londra, intrecciando un racconto con descrizioni del paesaggio incontrato.
Cardiff ha rappresentato il Canada alla São Paulo Art Biennial nel 1998, e alla sesta Istanbul Biennial nel 1999 assieme a George Bures Miller.
Nella sua opera  Forty Part Motet (archiviato dall'url originale il 18 febbraio 2015) ognuno dei 40 altoparlanti diffonde una registrazione di una voce che canta Spem in alium di Thomas Tallis, permettendo al pubblico di attraversare lo spazio ed apprezzare le singole voci del canto polifonico. Questo lavoro ora è parte della collezione permanente della National Gallery of Canada ad Ottawa, Ontario, Canada., del Museum of Modern Art a New York, e di Inhotim a Brumadinho, Brasile all'interno di questo museo.
Una recente retrospettiva, Janet Cardiff: A Survey of Works, Including Collaborations with George Bures Miller, è stata presentata al P.S. 1 Contemporary Art Center, Long Island City, Queens, nel 2001 e successivamente a Montréal, Oslo, e Torino. Tra le sue mostre del 2006 si annoverano Good Vibrations–Le arti visive e il Rock, Palazzo delle Papesse, Centro Arte Contemporanea, Siena, Anticipation, The Museum of Contemporary Photography, Chicago e Sonic Presence, Bergen Kunsthall, Bergen, Norway.
Real Time (1999) è stata la prima video walk creata dalla Cardiff, organizzata nella biblioteca del Carnegie Museum of Art. La camminata ha una durata di 18 minuti e ognuno dei partecipanti indossa un paio di cuffie collegate ad una piccola videocamera; il lavoro si basa sulle discrepanze tra ciò che è trasmesso su un monitor e ciò che realmente accade nella libreria.

## Collaborazioni con George Bures Miller
"The Dark Pool" è stata la prima installazione multimediale creata da Cardiff e Miller ed è stata presentata nel 1995 a Vancouver. Il lavoro consiste in una stanza illuminata da luce soffusa, arredata con tappeti e oggetti, attraverso cui i visitatori si spostano attivando vari tipi di suoni, come segmenti musicali, frammenti di conversazioni e di racconti. .
Cardiff e Bures Miller hanno rappresentato il Canada alla 49ª Biennale di Venezia con Paradise Institute (2001), un'installazione che ricostruisce un cinema a 16 posti dove i visitatori guardano un film, rimanendo coinvolti come testimoni in un crimine che è inscenato sia in sala sia sullo schermo.
La coppia ha vinto il premio speciale della Biennale di Venezia, per la prima volta assegnato ad artisti canadesi, e il Benesse Prize. Altre recenti mostre annoverano quella alla Art Gallery of Alberta (2010), Fruitmarket Gallery, Edinburgh, Scotland (2008) il Miami Art Museum (2007) Vancouver Art Gallery (2005), Luhring Augustine, New York (2004), Contemporary Arts Center, Cincinnati (2003), Art Gallery of Ontario (2002), National Gallery of Canada (2002) e Oakville Galleries, Oakville, Ontario (2000). Nel 2012, Cardiff ha partecipato assieme al marito a Documenta. I due hanno proposto due installazioni: la prima è una installazione audio nel bosco intitolata «Forest (for a thousand years…)», un loop audio di 28 minuti. La seconda, «Alter Bahnhof video walk», è una video walk di 26 minuti prodotta appositamente per Documenta,